# Tupolew I-12
Die Tupolew I-12 (russisch Туполев И-12), Werksbezeichnung ANT-23 (АНТ-23), ist ein sowjetisches Experimental-Jagdflugzeug aus der ersten Hälfte der 1930er Jahre. Das Kürzel „I“ steht für Istrebitel (Истребитель), Jagdflugzeug. Die Werksbezeichnung besteht aus den Initialen des Konstrukteurs Andrei Nikolajewitsch Tupolew.

## Entwicklung
Die I-12 entstand 1931 als Parallelentwurf zur Grigorowitsch I-Z als Erprobungsplattform für die großkalibrige, rückstoßfreie APK-100 Kanone (Awiazionnaja Puschka, Flugzeugkanone) von Leonid Wassiljewitsch Kurtschewski. Konstrukteur W. N. Tschernyschow, Leiter einer Brigade des AGOS, welches wiederum A. N. Tupolew unterstand, wählte eine eher unkonventionelle Konstruktion für den Typ. Der Rumpf bestand praktisch nur aus der Pilotenkabine und den davor und dahinter angeordneten Triebwerken in Zug-/Druckkonfiguration. Zwei dünne, aus in Dreierpacks verschraubten Wasserrohren bestehende Leitwerksträger verbanden die Tragfläche mit dem Leitwerk und dienten gleichzeitig zur Aufnahme der beiden APK-Kanonen. Das Fahrwerk war starr, am Heck befanden sich zwei Schleifsporne. Die ganze Konstruktion bestand aus Metall.
Der Prototyp Baumanski Komsomolez (Бауманский комсомолец) absolvierte Ende 1931 mit Pilot Koslow seinen Erstflug. Die Erprobung offenbarte eine ungenügende Flugstabilität der Maschine, zudem ging das Flugzeug fast verloren, als während eines Testfluges eine der APK-Kanonen explodierte und den Leitwerksträger beschädigte. Es erfolgten noch einige Flüge, nachdem jedoch entschieden worden war, die APK nicht in Serie zu produzieren, wurden die Tests eingestellt. Die überarbeitete und etwas kleiner gehaltene ANT-23bis wurde nicht mehr fertiggestellt.

## Technische Daten
| Kenngröße             | Daten |
| --------------------- | --- |
| Konzeption            | zweimotoriges Jagdflugzeug                                                                                   |
| Konstrukteur          | W.N.Tschernyschow                                                                                            |
| Hersteller            | AGOS (Unterabteilung des ZAGI)                                                                               |
| Baujahr(e)            | 1931 |
| Besatzung             | 1 |
| Länge                 | 9,50 m |
| Spannweite            | 15,80 m |
| Flügelfläche          | 30,0 m² |
| Flügelstreckung       | 8,3 |
| Startmasse            | 2400 kg |
| Triebwerke            | zwei luftgekühlte 9-Zylinder-Sternmotoren Bristol Jupiter VI                                                 |
| Startleistung         | je 420 kW (525 PS)                                                                                           |
| Höchstgeschwindigkeit | 300 km/h in Bodennähe                                                                                        |
| Bewaffnung            | zwei starre 10,2-cm-Kanonen APK-100 in den Leitwerksträgerwurzeln (andere Quelle: zwei 7,6-cm-Kanonen APK-4) |